# مستشفى الرشيد العسكري
مستشفى الرشيد العسكري هو مستشفى عسكري في العراق. تأسس عام 1938، المستشفى مخصص بالأساس للعسكريين (من مختلف الرتب العسكرية) وذويهم من الأسر، يتألف مبنى المستشفى من طوابق عدة، ويضم اقساماً متعددة تشمل الطوارئ والعيادات الاستشارية إضافة إلى العيادات التخصصية.

## أصل التسمية
سمي المستشفى بالرشيد تيمنن بأنشاء هارون الرشيد أكبر مستشفى في عصره، سماها باسمه "بيمارستان الرشيد" في بغداد، ضمت في كادرها أمهر الأطباء، وتولى إدارتها كل من يوحنا بن ماسويه وجبريل بن بختيشوع، وكانت أشهر مستشفى في زمانها.

## تاريخ مستشفى الرشيد العسكري
يختزل مستشفى الرشيد العسكري في بغداد تاريخ الطبابة العسكرية العراقية باكمله حيث شهدت اروقته مرور معظم الاطباء العسكريين العراقيين الذين قدموا خدمات طبية لملايين من منتسبي القوات المسلحة العراقية وعوائلهم.
مستشفى الرشيد العسكري في بغداد كان قد تأسّس في الثلاثينات من القرن الماضي، وسمي تيمنا بالمستشفى التاريخي الذي أنشأ في عهد الرشيد، بمقترح من مصطفى جواد والذي كان طالب دكتوراه في جامعة السوربون، وبالتحديد في عام 1938.
يذكر الكتور سالم الدملوجي في كتابه المعنون “الكلية الطبية الملكية العراقية” أن وزارة الدفاع العراقية قررّت في عام 1939-1940 أن تفتح أبواب القبول لطلبة الطب بالدراسة على نفقتها، على أن يمنح الطبيب المتخرّج رتبة عسكرية، ويتعهد بالخدمة لمدة لا تقل عن 15 عاما في المستشفيات والمراكز الطبية العسكرية. ومن المفيد ذكره هنا أن الطبيب الجرّاح البريطاني نوئيل أبراهام والذي أجرى عملية أستئصال الزائدة الدودية لملك العراق فيصل الأول، كان قد دعي إلى بغداد وعيّن رئيسا للوحدة الجراحية في كلية الطب العراقية الملكية ببغداد وذلك في عام 1935. وقد منح الجرّاح أبراهام رتبة عقيد في الجيش العراقي من قبل السلطات العراقية الملكية، وأشرف على طب الجراحة في مستشفى الرشيد العسكري في بغداد. وتوفي في عام 1942 ودفن في العراق.
ومن أهم من جوانب الخدمات الطبية التي اضطلعت بها هذه المستشفى هي أجراء عمليات القلب المفتوح وترقيع الشرايين التاجية المريضة. ففي عام 1988 أنشئت شعبة جراحة القلب في المستشفى وبأدارة ناجح الأسدي، جراّح القلب والصدر والأوعية الدموية، والذي كان قد تدّرب مع صدّيق الخشاب. وقد أجريت أول عملية قلب مفتوح لغلق فتحة ولاّدية بين الأذينين في عام 1988 كما أجريت عمليات ترقيع الشرايين التاجية أيضا لتصبح مستشفى الرشيد العسكري بعد ذلك مركزا طبيا تدريبيا مهما في العراق.
وفي عام 1983 أصدار العدد الأول من مجلة الطبابة العسكرية العراقية وأعتمدت بحوث أطبائها المنشورة للترقية العلمية والخدمية. وقد أصدرت المجلة الطبية 13 مجلدا حيث كان المجّلد الواحد يتكوّن من عددين فقط. وآخر عدد من المجلة كان قد صدر عام 2002.
بعد عام 2003 تم الغاء مستشفى الرشيد العسكري.